# Arnold Balwé
Arnold Balwé (* 29. März 1898 in Dresden; † 10. Januar 1983 in Prien am Chiemsee) war ein deutscher Maler mit holländischen Wurzeln.

## Biographie
Arnold Balwé wurde am 29. März 1898 als Sohn eines niederländischen Diplomaten in Dresden geboren. Er verbrachte seine Schulzeit in Bayern und beendete sie 1917 in Würzburg mit dem Abitur. 1918 lernte er seine zukünftige Frau Elisabeth Staimmer kennen. Ab 1920 begann er sein Studium an der Antwerpener Akademie bei Felix Gogo und Isidore Opsomer. 1922 wechselte er an die Akademie der Bildenden Künste München mit Karl Caspar als Lehrmeister. Mit dem Abschluss seines Studiums 1927 heiratete er Elisabeth Staimmer und ließ sich mit ihr in Feldwies am Chiemsee nieder.
Seine Werke waren bereits vor 1930 Teil bedeutender Ausstellungen, wie der Neuen Sezession im Haus der Kunst in München oder der Rheinischen Sezession im Glaspalast in München, wobei bei einem Brand im Glaspalast 1931 sechs seiner Bilder vernichtet wurden. Von 1938 bis 1943 beschlagnahmten die Nationalsozialisten acht seiner Bilder, deren Bestand bis heute unklar ist.
Ab 1945/46 fand die erste Nachkriegsausstellung in Prien am Chiemsee statt. An dieser beteiligte sich die Künstlervereinigung Neue Gruppe, zu welcher auch Balwé und sein Professor Karl Caspar gehörten. Bis zu seinem Tod am 10. Januar 1983 beteiligte er sich an diversen Ausstellungen.

## Werke (Auswahl)
Balwé wurde in seiner Kunst von Karl Caspar und Vincent van Gogh beeinflusst. Er malte überwiegend Landschaften mit figürlicher Staffage, schuf aber auch Stillleben und Blumenstücke.
Seine Verbundenheit zu der Natur und seiner Heimat drückt er in der Wahl der Motive sowie der expressionistischen Farbverwendung aus. Das Bauernhaus, in welchem er ab den späten 1920er Jahren mit seiner Frau wohnte, taucht häufiger in seinen Bildern auf.
- Blühender Garten, 1928
- Feldblumen, 1933
- Segelboot in der Feldwieser Bucht, 1935
- Sommerblumen, um 1935
- Garten im Juni (Feldwies), um 1938
- Boote in Gstadt am Chiemsee um 1940
- Hausgarten (Feldwies), um 1940
- Sommer am Haus, um 1940
- Winter am Chiemsee, um 1940
- Bäuerlicher Garten, um 1950
- Feldblumen, um 1950
- Sommertag am Haus, um 1950
- Tauwetter am Chiemsee um 1950
- Sommerblumenstrauß, 1953
- Sonnenuntergang am Chiemsee, um 1953
- Feldblumen II, um 1955
- Haus im Grünen (Feldwies), um 1955
- Erntewagen, vor 1958
- Sonnenuntergang am Überseer Bach, 1958
- Sommer am Haus (Feldwies), um 1960
- Roter Strauß, 1975